# Antiserum
Antiserum er blodserum der indeholder monoklonale eller polyklonale antistoffer, som bruges til at sprede passiv immunitet mod mange sygdomme via bloddonation (plasmaforese). Ved ebola brugtes konvalescent serum (en.: convalescent serum) som passiv antistoftransfusion fra et menneske der tidligere havde overlevet − en 'human survivor'. Det var den eneste kendte effektive behandling for ebola-infektion med en høj succesrate på syv ud af otte patienter, der overlevede.
Antiserum er i udstrakt brug i diagnostiske virologilaboratorier. Den mest almindelige anvendelse af antiserum hos mennesker er som antitoksin eller modgift ved behandling af envenomation, for eksempel efter bid af giftige slanger.
Serumterapi (seroterapi) er behandling af infektiøs sygdom ved anvendelse af serum fra dyr, der er immuniseret mod de specifikke organismer eller deres produkt, hvortil sygdommen antages at kunne henvises.